# Zo Lalainarinirina Ny Hasina Andrimitantsoa
Zo Lalainarinirina Sabrina Ny Hasina Andrimitantsoa est une haltérophile malgache née le 12 avril 1998.

## Carrière
Elle dispute les Jeux des îles de l'océan Indien 2023 à Madagascar dans la catégorie des moins de 49 kg, remportant trois médailles d'or.
Aux Jeux africains de 2023 à Accra, elle est médaillée d'argent au total et médaillée de bronze à l'arraché et à l'épaulé-jeté dans la catégorie des moins de 49 kg.